# Reginald Pridmore
Reginald Pridmore, né le 29 avril 1886 à Birmingham et décédé le 13 mars 1918 à Venise en Italie, est un joueur de hockey sur gazon britannique. Lors des Jeux olympiques d'été de 1908 se tenant à Londres il remporte la médaille d'or pour la première apparition de ce sport au programme olympique. Compétition de laquelle il termine meilleur buteur avec dix réalisations en trois matchs. En marquant quatre buts lors de la victoire de l'Angleterre sur l’Écosse (8-1) il devient le joueur ayant marqué le plus de but dans un match du tournoi olympique. Son record a été battu en 1952 par l'indien Balbir Singh, Sr. qui marque cinq buts dans un match contre les Pays-Bas.
Il a également pratiqué le criquet dans le club du Warwickshire County CC.
Il est décédé au combat durant la Première Guerre mondiale, il servait pour la Royal Artillery.

## Palmarès

### Jeux olympiques
- Jeux olympiques d'été de 1908 à Londres
  -  Médaille d'or.